# جيمس سيفير كونواي
وهو سياسي أمريكي ينتمي إلى الحزب الديموقراطي ولد جيمس سيفير كونواي في 9 كانون الأول / ديسمبر من سنة 1798 في ولاية تينيسي الأمريكية انتقل كونواي إلى اقليم اركنسو (لم تكن أركنساس آنذاك قد أصبحت ولاية بعد) سنة 1820 واشترى مزرعة في مقاطعة لافاييت عندما أصبحت أركنساس ولاية في سنة 1836 انتخب جيمس سيفير كونواي كاول حاكم على ولاية أركنساس وقد استمر جيمس سيفير كونواي في منصبه كحاكم على ولاية أركنساس الأمريكية إلى سنة 1840 توفي جيمس سيفير كونواي في 3 أذار / مارس من سنة 1855 في ولاية أركنساس.